# Ballandi Multimedia
Ballandi Multimedia S.p.a. è una società di produzioni televisive, fondata nel 1983 da Bibi Ballandi. È specializzata in produzioni televisive di intrattenimento e documentaristica culturale.

## Attività
Ha prodotto numerosi programmi per la RAI, tra cui gli "one-man show" Torno sabato e Stasera pago io, condotti rispettivamente da Giorgio Panariello e Fiorello. Sempre all'inizio degli anni 2000 produsse Tutti gli zeri del mondo con Renato Zero.
Campioni di ascolti il programma di Adriano Celentano 125 milioni di caz..te, Ballando con le stelle con Milly Carlucci, Ti lascio una canzone con Antonella Clerici e 50 canzonissime con Carlo Conti.
Nel 2011 è ancora Fiorello a battere ogni record di un programma di intrattenimento: #ilpiùgrandespettacolodopoilweekend viene visto da oltre 15 milioni di spettatori.
Più recentemente oltre a Stasera Laura: ho creduto in un sogno con Laura Pausini, Capitani coraggiosi con Gianni Morandi e Claudio Baglioni la Ballandi ha prodotto 4 marzo, da Piazza Maggiore a Bologna in ricordo di Lucio Dalla, Felicità da Mosca, prima riunione di Al Bano e Romina Power, le edizioni RAI dei (Wind) Music Awards, le tre serie di Massimo Ranieri Sogno e son desto e Panariello sotto l'Albero per il Natale 2015.
Tra i programmi di intrattenimento editi: Emergenza veterinaria e Andrea Bocelli Celebrity Fight Night per Sky Uno, la serie Canzone con Ligabue, Elisa, Fiorella Mannoia, Emma, Biagio Antonacci e Pino Daniele nella sua ultima apparizione televisiva poco prima della morte; Laura Pausini, La meraviglia di essere simili e il Volo, Un'avventura straordinaria, tutti per Rai 1.
Per Discovery, in particolare per il canale Nove, la società ha prodotto gli speciali Morandi 7.1 e l'innovativo "minivarietà" TaDà con Filippo Timi, oltre al programma Hidden Singer Italia.
Dal 2016, tra gli altri programmi, Pooh, Amici per sempre, dedicato ai 50 anni della band, lo show Laura e Paola con Laura Pausini e Paola Cortellesi e La mia danza libera con Roberto Bolle.
Successivamente, per Rai 1 L'importante è avere un piano con Stefano Bollani, Standing Ovation con Antonella Clerici, due stagioni di Stasera Casa Mika con Mika su Rai 2, e sempre sulla seconda rete nazionale Facciamo che io ero di Virginia Raffaele.
Nel 2017, sempre per Rai 1, produce Ora o Mai Più, format televisivo originale condotto da Amadeus, tuttora in produzione e tra gli altri programmi ricorrenti il prestigioso Danza con me di Roberto Bolle, appuntamento dedicato alla grande danza dei capodanni 2018 e 2019 e 14 edizioni del programma flagship di Rai 1 Ballando con le stelle condotto da Milly Carlucci.
Nel 2017 e nel 2018, per due anni consecutivi e unico produttore italiano, vince il premio europeo "Rose d'or" della UER-Eurovision per il miglior programma di intrattenimento europeo rispettivamente con Stasera Casa Mika (2017) e con Danza con me (2018).

### La Ballandi Arts
Dal 2012 apre la divisione Ballandi Arts dedicata alla documentaristica culturale televisiva. Tra le produzioni culturali originali ha realizzato per Sky Arte HD "Contact", su 10 fotografie iconiche ed i loro autori, "Capolavori Svelati" con Greta Scacchi diretta da Piero Messina, le tre serie di "Sette Meraviglie" sui siti UNESCO dell'Italia, le quattro serie di "Grandi Mostre", "Domus Aurea", "Bernini vs. Borromini", le serie "Signorie" e "Potere e Bellezza" per Rai Storia. Nel 2016 produce tre serie per il nuovo SKY ARTS production hub paneuropeo, realizzando interamente in Italia programmi televisivi per l'intero network delle Sky Arts di tutta Europa.
Nel 2022 produce per Sky Documentaries la docu-serie "Roma di piombo - Diario di una lotta".